# Малък гръден мускул
Малкият гръден мускул (m. pectoralis minor) е тънък мускул с триъгълна форма. Той се намира под големия гръден мускул.

## Начало и залавяне
M. pectoralis minor води началото си от горните ръбове и външни повърхности на III, IV и V ребро, близо до тяхната хрущялна част, както и от апоневрозата, която покрива междуребрените мускули. Влакната му преминават нагоре и латерално, където оформят сухожилие. Мускулът се захваща за proc. coracoideus (кукест израстък) на лопатката.

## Движения
Дърпа надолу рамото. По този начин изтегля лопатката надолу и медиално към гърдите, като така долният ѝ ъгъл отива назад. Стабилизира лопатката.

## Инервация
Медиален гръден нерв (C8, T1)